# Lâu đài Dunrobin
Lâu đài Dunrobin (chủ yếu là 1835–1845 - hiện tại) là một toà nhà ở Sutherland, thuộc khu vực Highland của Scotland, đồng thời là trụ sở gia đình của Bá tước xứ Sutherland và Thị tộc Sutherland. Nó nằm cách Golspie một dặm (1,6 km) về phía Bắc và cách Brora khoảng năm dặm (8,0 km) về phía Nam, nhìn ra Dornoch Firth.
Nguồn gốc của Dunrobin có từ thời Trung cổ, nhưng phần lớn tòa nhà hiện tại và các khu vườn đã được bổ sung bởi Charles Barry từ năm 1835 đến năm 1850. Một số tòa nhà ban đầu có thể được nhìn thấy ở sân trong, mặc dù đã có một số lần mở rộng và thay đổi khiến nó trở thành ngôi nhà lớn nhất ở phía Bắc Scotland. Sau khi được sử dụng như một trường nội trú trong 7 năm, nó hiện đã mở cửa cho công chúng.